# Milton Coelho
Milton Coelho da Silva Neto (Codo, 21 de Dezembro de 1964), é um advogado e deputado federal filiado ao Partido Socialista Brasileiro (PSB), foi Vice-Prefeito do Recife no período 2009-2012 Durante a Gestão João da Costa.

## Biografia
Milton é advogado e auditor do Tribunal de Contas do Estado de Pernambuco (TCE-PE). Ele passou por diversos cargos públicos nos mandatos do PSB, chegando a ser secretário de Administração do atual governador, Paulo Câmara, de 2015 a 2018. Coelho também assumiu interinamente a Prefeitura do Recife por dois meses, quando foi vice-prefeito na gestão de João da Costa (PT), também coordenou a campanha do ex-governador do Pernambuco: Eduardo Campos á presidência da república e foi por 17 anos presidente regional do PSB no Pernambuco. e antes de assumir mandato como deputado federal, foi eleito chefe de gabinete do governador: Paulo Câmara.

## Deputado Federal
Assumiu como deputado federal no dia 1 de janeiro de 2021, tendo sido eleito em 2018 primeiro suplente da coligação "Frente Popular de Pernambuco" e assumiu mandato com a eleição do então deputado João Campos à prefeitura do Recife.

## Eleições
Milton Coelho em sua trajetória política participou de apenas 3 eleições:

### 2006
Milton Coelho concorreu a vaga de deputado estadual pelo PSB, angariando apenas 11.684 votos (0,32% dos votos válidos) e assim atingindo a posição de suplente.

### 2008
Milton Coelho concorreu a Eleição Municipal do Recife, se candidatando como vice-prefeito na chapa de João da Costa (PT), a chapa foi eleita em 1 turno conquistando 432.707 votos (51,54% dos votos válidos). 

### 2018
Milton Coelho concorreu as Eleições Gerais de 2018, se candidatando como deputado federal pelo PSB e conquistando 43.649 votos (1,10% dos votos válidos) e assim ocupando a 1 suplência da coligação, assumiu a cadeira com a renuncia de João Campos para ser prefeito do Recife.